# Eleusis
Eleusis (także Elefsis, Elefsina; gr. Ελευσίνα Elefsína; staroż. Eleusis, spol. Eleuzis, Eleuzyna) – miasto przemysłowe w Grecji w Attyce.
Położone o 20 km od Aten nad zatoką noszącą grecką nazwę Kolpos Elefsinas, u zbiegu dwóch autostrad i trasy szybkiego ruchu. Przynależne do administracji zdecentralizowanej Attyka, w regionie Attyka, w jednostce regionalnej Attyka Zachodnia. Siedziba gminy Eleusis. W 2011 roku liczyło 24 910 mieszkańców.
Miasto znane jest ze stanowiska archeologicznego i muzeum, portu dalekomorskiego, znacznie rozbudowanej, w ostatnim okresie, rafinerii ropy naftowej, cywilnych i wojskowych zespołów magazynów produktów naftowych, dużego zespołu stoczniowego, fabryki betonu, stanowiącej część zespołu cementowni „Tytan”, zakładów zbrojeniowych, należących do grupy Greckie Systemy Obronne (E.A.Σ.), wojskowej bazy lotniczej i licznych mniejszych firm produkcyjnych i logistycznych zarówno cywilnych jak i wojskowych.

## Historia
Do VII wieku p.n.e. Eleusis było politycznie niezależne od Aten. Znane z misteriów eleuzyjskich i jako ośrodek kultu Demeter i Persefony (sanktuarium zniszczone z inspiracji Alaryka). Co 4 lata organizowano panhelleńskie igrzyska eleuzyjskie zwane Eleuziniami. W mitologii Greków Eleusis było ulubionym schronieniem Demeter, gdzie przebywała po porwaniu swej córki Persefony.